# Таня Робъртс
Виктория Лий Блум (15 октомври 1949 г. – 4 януари 2021 г.), известна със сценичното име Таня Робъртс, е американска актриса и продуцент. Тя е най-известна с ролите си на Джули Роджърс в последния сезон на сериала „Ангелите на Чарли“ от 70-те години, Стейси Сътън във филма за Джеймс Бонд „Изглед към долината на смъртта“ и Мидж Пинсиоти в „Шеметни години“.

## Ранен живот
Таня Робъртс е родена през 1949 г. в Бронкс, Ню Йорк, второ дете на баща от ирландски произход и майка еврейка. Тя има една по-голяма сестра, Барбара. Бащата на Таня Робъртс издържа семейството им със скромни доходи, като работи като продавач на автоматични писалки в Манхатън. Таня Робъртс и сестра ѝ са отгледани в централен Бронкс.
Тя се премества от Ню Йорк с майка си, за да живее близо до Торонто (Мисисауга) в продължение на няколко години, където започва да формира фотопортфолио и да прави планове за кариера като модел. На 15-годишна възраст тя напуска гимназията и известно време живее на автостоп в САЩ. В крайна сметка тя се завръща в Ню Йорк и става моден модел и модел за корицата на списание. След като се среща със студента по психология Бари Робъртс (докато чака на опашка за филм), тя му предлога брак в метрото и скоро след това те се женят. Докато Бари изгражда кариерата си като сценарист, тя започва да учи в Актьорското студио с Лий Страсбър и Ута Хаген под името Таня Робъртс.

## Кариера
Робъртс започва кариерата си като модел в телевизионни реклами за слънчеви очила Excedrin, Ultra Brite, Clairol и Cool Ray. Тя изиграва сериозни роли в извънбродуейските продукции „Пикник“ и „Антигона“. Издържа се и като инструктор по танци на Артър Мъри. Нейният филмов дебют е филмът на ужасите „Принудително влизане“ (1975). Следва комедийният филм The Yum-Yum Girls (1976).
През 1977 г., когато съпругът ѝ си осигурява собствена сценаристка кариера, двойката се премества в Холивуд. На следващата година Робъртс участва в драмата Fingers. През 1979 г. Таня Робъртс се появява в култовия филм Туристически капан, в Ракета, и в Калифорния сънува. Таня Робъртс участва в няколко пилотни телевизионни епизоди за телевизионни сериали, които обаче не се реализират; Zuma Beach (комедия от 1978 г.), Pleasure Cove (1979) и Waikiki (1980).
През лятото на 1980 г. Таня Робъртс е избрана от около 2000 кандидати за заместник на Шели Хак в петия сезон на детективския телевизионен сериал „Ангелите на Чарли“. Таня Робъртс играе Джули Роджърс, уличен боец, който използва юмруците си повече от пистолета си. Продуцентите се надяват присъствието на Робъртс да съживи намаляващите рейтинги на сериала и да възроди интереса на медиите към сериала. Преди премиерата на сезона Робъртс бива представена на корицата на списание People със заглавие, питащо дали Таня Робъртс ще успее да спаси телевизионния сериал от прекратяването на неговото излъчване. Въпреки шумния дебют на Таня Робъртс през ноември 1980 г., все пак сериалът непрекъснато привлича мрачни оценки на публиката и е спрян през юни 1981 г.
Таня Робъртс изиграва Кири в приключенския фантастичен филм The Beastmaster (1982), който включва топлес сцена на плуване. Тя беше представена в гола снимка в Playboy, за да помогне за популяризирането на филма, като се появи на корицата на този брой от октомври 1982 г. През 1983 г. Робъртс заснема италианския приключенски фантастичен филм „Сърца и доспехи“ (известен още като Paladini-storia d'armi e d'amori и Paladins – The Story of Love and Arms), базиран на средновековния роман „Орландо Фуриозо“. Тя изобразява Велда, секретарка на частния детектив Майк Хамър, в телевизионния филм „Убий ме, убий теб“ (1983). Пилотните филми от две части пораждат телевизионния сериал „Майк Хамър“ на Мики Спилейн. Тя се отказва да продължи ролята си в поредицата за Майк Хамър, за да работи по следващия си проект „Шиена: Кралицата на джунглата“ (1984). Филмът обаче е катастрофа откъм приходите и по отношение на оценката на критиката, спечелвайки ѝ освен това и номинация за „Най-лошата актриса“ на наградите „Razzie“.
Таня Робъртс се появява като момиче на Бонд Стейси Сътън, геолог, в „A View to a Kill“ (1985). Вследствие на това изпълнение тя отново е номинирана от критиците за награда „Razzie“. Други филми на Таня Робъртс от 1980 г. включват; Night Eyes, еротичен трилър; Body Slam (1987), екшън филм, сниман в света на професионалната борба, и Purgatory, филм за жена, затворена погрешно в Африка.
Таня Робъртс се снима във Inner Sanctum (1991) заедно с Margaux Hemingway. През 1992 г. тя играе Кей Игън в Sins of Desire. Появява се в кабелната поредица Hot Line през 1994 г.; и във видеоиграта „Директива“ на Пандора през 1996 г.
През 1998 г. Робъртс влиза в ролята на Midge Pinciotti в телевизионния сериал Шеметни години. Таня Робъртс разкрива в E! Истинска холивудска история, че тя е напуснала сериала Шеметни години през 2001 г., защото съпругът ѝ се е разболял неизлечимо. Тя написа предговора към книгата „Ръководството за ангелите на Чарли“ (2008). След напускането ѝ от шоуто през 4-ти сезон, се завръща за няколко специални гостувания през 6-ти и 7-ми сезон, през 2004 г.

## Личен живот
Омъжена е за Бари Робъртс от 1974 г. до смъртта му през 2006 г. Двамата нямат деца.

## Смърт
Имала е инфекция на пикочните пътища, която е засегнала органите и кръвния ѝ поток, довело до инфекция на кръвта, която пък се е влошила още повече заради историята ѝ с хепатит C. Умира на 4 януари 2021 г., след като първоначално е съобщено погрешно, че е починала на 3 януари 2021 г.

## Филмография

### Филм
| Година  | Заглавие                       | Роля               | Бележки |
| ------- | ------------------------------ | ------------------ | ------- |
| 1975 г. | Принудително влизане           | Нанси Улман        |         |
| 1976 г. | Момичетата Yum Yum             | април              |         |
| 1978 г. | Пръсти                         | Джули              |         |
| 1979 г. | Туристически капан             | Беки               |         |
| 1979 г. | Калифорнийска мечта            | Стефани            |         |
| 1979 г. | Ракета                         | Бамби              |         |
| 1982 г. | The Beastmaster                | Кири               |         |
| 1983 г. | Сърца и броня                  | Анжелика (Изабела) |         |
| 1984 г. | Шийна                          | Шийна              |         |
| 1985 г. | Изглед към долината на смъртта | Стейси Сътън       |         |
| 1986 г. | Шлем на тялото                 | Кандис Вандерваген |         |
| 1988 г. | Чистилище                      | Карли Арнолд       |         |
| 1990 г. | Нощни очи                      | Ники               |         |
| 1991 г. | Вътрешно светилище             | Лин Фостър         |         |
| 1991 г. | Законно платено средство       | Рики Ренник        |         |
| 1992 г. | Почти бременна                 | Линда Алдерсън     | Видео   |
| 1993 г. | Грехове на желанието           | Кей Игън           |         |
| 1994 г. | Дълбоко                        | Шарлот             |         |

### Телевизия
| Година            | Заглавие                        | Роля                    | Бележки                                                               |
| ----------------- | ------------------------------- | ----------------------- | --------------------------------------------------------------------- |
| 1978 г.           | Zuma Beach                      | Дениз                   | ТВ филм                                                               |
| 1979 г.           | Залив на удоволствието          | Сали                    | ТВ филм                                                               |
| 1979 г.           | Най-големите герои на Библията  | Bachemath               | „Предизвикателството на Джейкъб“                                      |
| 1980 г.           | Vega $                          | Изключено. Брит Блекуел | „Убиецът на ченгета от Golden Gate: Части 1 и 2“                      |
| 1980 г.           | Уайкики                         | Карол                   | ТВ филм                                                               |
| 1980 – 1981       | Ангелите на Чарли               | Джули Роджърс           | Главна роля                                                           |
| 1982 г.           | Любовната лодка                 | Даян Дейтън             | „Зелено, но не весело / минала перфектна любов / незабавно семейство“ |
| 1982 г.           | Фантастичен остров              | Аманда Парсънс          | „Историята на призрака“                                               |
| 1983 г.           | Убий ме, убий теб               | Велда                   | ТВ филм                                                               |
| 1994 г.           | Законът на Бърк                 | Джули Риърдън           | „Кой уби Ник Азар?“                                                   |
| 1994 – 1996       | Гореща линия                    | Ребека                  | телевизионен сериал                                                   |
| 1995 г.           | Копринени преследвания          | Кали Калахан            | „Докато смъртта ни раздели“                                           |
| 1996 г.           | Директивата на Пандора          | Ригън Мадсен            | Видео игра                                                            |
| 1997 г.           | Анимационен сериал „Братя Блус“ | Тони Г. (глас)          | телевизионен сериал                                                   |
| 1997 г.           | Прилив                          | Ронда Фогел             | „Момиче в бягство“                                                    |
| 1998 г.           | Ядосаните бобри                 | Марша (глас)            | „По същото време миналата седмица / треска на бобър“                  |
| 1998 – 2001, 2004 | Шеметни години                  | Мидж Пинсиоти           | Поддържаща роля                                                       |
| 2002 г.           | Извън центъра                   | Гретхен                 | „Майк и Лиз & Чау и Джордан“                                          |
| 2003 г.           | Филмор!                         | Автор (глас)            | „Невидимото отражение“                                                |
| 2005 г.           | Ева                             | Ребека                  | „Кунг-фу диви“                                                        |
| 2005 г.           | Бръснарницата                   | Ели Палмър              | „Семеен бизнес“, „Дебати и мъртви хора“                               |

## Външни връзки
- Официален сайт
- Таня Робъртс в  Internet Movie Database
- Таня Робъртс в базата данни за филми на TCM
- Таня Робъртс в AllMovie